# Ionela Lăzureanu
Note biografice: Născută în anul 1958, 24 decembrie în Bacău; Studii: Academia de Artă “George Enescu” din Iași, specialitatea sculptură. Ocupația: profesor la Colegiul Național de Artă „George Apostu” Bacău. Din 1992 este membru titular al U.A.P. din România.
Participări: din 1982 și până în prezent participă la anualele Filialei U.A.P. Bacău, expozițiile Atelier 35, expoziții de grup, bienale, saloane naționale și internaționale. 
Bienale și saloane naționale, expoziții de grup: 2013 - Bienala Națională de Plastică Mică „Vârsta de bronz” editia a III-a, Muzeul de Artă din Cluj, Galeria Naționala / 2013 - Expoziția Națională „Salonul Artelor Temeiuri - muzica elementelor primordiale” ediția a IV-a, Sala Brâncuși de la Palatul Parlamentului București / 2012 - Bienala Concurs de Artă Plastică “Ion Andreescu” ediția a VIII-a, Galeria U.A.P. Filiala Buzău /  2012 - Expoziția “Duplex Bacău - Buzău”, Galeriile „Ion Frunzetti” Bacău / 2012 - Expoziția „Ioni”, Galeria „Nouă” a U.A.P. Filiala Bacău / 2012 - Expoziția de artă plastică „Femeia”, Galeria „Alfa” Bacău / 2011 - Bienala Națională de Plastică Mică „Vârsta de bronz” ediția a II-a, Galeria Națională Muzeul de Artă din Cluj / 2011 - Expoziția de artă plastică contemporană Salonul Municipal  „Artis 2011”, Galeriile „World Trade Center” Hotel Europa Iași / 2011 - Expoziția și lansarea albumului "Sinteze contemporane - Artă românească", Sala Brâncuși Palatul Parlamentului București / 2011 - Bienala Națională de artă plastică “Lascăr Vorel” ediția a XII-a, Piatra Neamț / 2011 - Expoziția "Toamnă bacoviană - 130 de ani de la nașterea poetului George Bacovia", Muzeul de Artă Bacău / 2011 - Expoziția „Duplex - Anuala 1971-2011”, Galeriile „Alfa”, Galeriile „Frunzetti” Bacău / 2010 - Expoziția „Ionii”, Galeria „Nouă” a U.A.P. Filiala Bacău /  2009 - Bienala Națională de Plastică Mică „Vârsta de bronz” ediția I, Galeria Națională Muzeul de Artă din Cluj / 2009 - Expoziția “Scris, Semn, Simbol”, Galeria de arta contemporană Complexul  Muzeal “Iulian Antonescu” Bacău / 2009 - Expoziția “Experiment”, Galeriile “Alfa” Bacău  / 2008 - Expoziția „Tradiție și Postmodernitate”, Galeriile de Artă Focșani, Galeria de arta contemporană a Complexului  Muzeal “Iulian Antonescu” Bacău / 2007 - Salonul Național de Sculptură Mică, Galeriile „Apollo” și „Artis” București, Muzeul de Artă Vizuală Galați / 2007 - Expoziția „Artitudini 2007”, Centrul Cultural Palatele Brâncovenești Mogoșoaia, București / 2007 - Expoziția „Human One”, Galeriile „Velea” Bacău  / 2006 - Salonul Național de Artă, Galeria „Constantin Brâncuși” București / 2006 - Expoziția „Tzara 110”, Galeriile „Arta” Bacău / 2006 - Expoziția „Artitudini 2006”, Galeriile „Arta” Bacău / 2006 - Salonul de primăvară, Galeria „Ion Frunzetti” Bacău / 2005 - Expoziția „Nouă”, Muzeul de Artă Contemporană Centrul de Cultura „George Apostu” Bacău / 2005 - Expoziția „Artitudini 2005”, Galeriile „Arta” Bacău / 2005 - Expozitia „Dada”, Galeria „Arta” Bacău / 2005 - Expozitia "In memoriam "Tristan Tzara", Galeria “Arta” Bacau / 2004 - Expoziția Filialei U.A.P. Bacău la Bistrița / 2003 - Expoziția “14 Art” Universitatea „George Bacovia” Bacău  / 2002 - Bienala de Artă Plastică “Lascăr Vorel”, Piatra Neamț / 2002 - Expoziția "8 Art", Muzeul de Artă Contemporană Centrul de Cultura „George Apostu” Bacău / 2002 - Expoziția “8 ART”, Galeria Cupola, Iași / 2001 - Salonul Național de Artă „București 2001”, Romexpo București / 2001 - Expoziția "Delocalizarea", Galeria „Alfa” Bacău / 2000 - Bienala de sculptură mică, Galeria „Delta” Arad / 2000 - Expoziția "Ambient", Galeria „Alfa” Bacău / 2000 - Expoziția "Art 2000", Muzeul de Artă Contemporană Centrul de Cultura „George Apostu” Bacău / 1999 - Expoziția "Art 8", Muzeul de Artă Contemporană Centrul de Cultura „George Apostu” Bacău / 1999 - Expoziția "Decompoziția", Galeriile “Alfa” Bacău / 1999 - Expozitia "Sacrul in Arta", Galeriile “Alfa” Bacau / 1998 - Bienala de Artă Plastică „Ion Andreescu” editia I, Buzău / 1998 - Expoziția "17 Artiști", Muzeul Literaturii Române București / 1997 - Bienala de Arte Plastice "Lascăr Vorel", Piatra Neamț / 1997 - Expoziția "Unu x 6", Muzeul de Artă contemporană  Centrul Internațional de Cultură „George Apostu” Bacău / 1996 - Expozitia de pictură, grafică și sculptură, Galeria „Filart” Bacău / 1995 - Expoziția  „20 de artiști”, Galeria „Victoria” lași / 1994 - Expoziția "Experiment '94", Galeriile “Alfa” Bacău / 1994 - Salonul de primavară, Galeria “Arta“ Bacău / 1993 - Expozitia filialei U.A.P. Bacau, Galeria “ Victoria “ Iasi / 1993  - Salonul de primăvară, Galeria “Arta“ Bacău / 1992 - Salonul de primăvară, Galeria “Arta“ Bacău / 1992 - Expoziția pentru definitivări în U.A.P., Galeria „Arta” Bacău / 1991 - Expoziția “13 Artiști“, Galeria „Căminul Artei” București / 1991 - Expoziția Filialei U.A.P. Bacău, Galeria “3/4” Teatrul Național, București / Salonul de primăvară, Galeria “Arta“ Bacău / 1990 - Bienala Tineretului, Galeria "3/4" Teatrul Național București  / 1990 - Salonul Anual de pictură și grafică, Galeria „Dalles” București /1990 - Expoziția pentru primiri în U.A.P., Galeria „Arta” Bacău / 1989 - Salonul Interjudețean “Atelier 35” ediția a II-a, Galeria “Arta” Bacău / 1988 - Salonul Interjudețean “Atelier 35” ediția I, Galeria “Arta” Bacău  / 1988 - Expoziția Republicană a Tineretului “Atelier 35” Baia Mare / 1988 - Bienala de pictură și sculptură, Galeria “Dalles” București /1988 - Salonul anual de pictură și grafică, Galeria „Dalles” București / 1987 -  Expoziție de grup “Atelier 35“, Galeria „Geneza” Moinești / 1987 - Salonul de primavară “Atelier 35“, Galeria “Arta“ Bacău / 1986 - Bienala de pictură și sculptură, Galeria “Dalles” București /1986 - Expozitia „Desenul, schița - opere de sine stătătoare”, Galeria „Arta” Bacău / 1986 -  Expoziția „Omagiu femeii”, Galeria de Artă Bacău / 1986 - Salonul de primavară “Atelier 35“, Galeria “Arta“ Bacău / 1985 - Salonul de primăvară “Atelier 35”, Galeria “Arta”, Bacău / 1984 - Expozitia “Atelier 35”, Galeriile “Arta”, Bacău / 1984 - Expoziția Filialei U.A.P. Bacău la Buzău / 1983 - Expozitia „Omagiu femeii”, Galeria de Artă Bacău / 1983 - Expoziția de pictură, grafică și sculptură, Galeria „Arta” Bacău / 1982 - Expoziția "Proiecte de monument", Galeria „Victoria” lași / 1981 - Expoziția de pictură și sculptură, Galeria „Cupola” Iași.

## Bienale și expozitii internaționale
2013 - 2014 Bienala Internațională de pictură, sculptură, grafică „Meeting point 2013” ediția a IV-a, Arad - Romania, Pecs - Ungaria, Pilsen - Cehia, Osijek - Croația / 2013 - Expoziția Internațională Concurs de artă plastică contemporană „Saloanele Moldovei” ediția a XXIII-a, Bacău - Chișinau / 2012 - Expoziția Internațională Concurs de arta plastică contemporană „Saloanele Moldovei” ediția a XXII-a, Bacău - Chișinău / 2012 - 2011 - Bienala Internațională de pictură, sculptură, grafică „Meeting point 2011” ediția a III-a, Arad - Romania, Pecs - Ungaria, Pilsen - Cehia, Osijek - Croația / 2011 - Expoziția Internațională Concurs de arta plastică contemporană „Saloanele Moldovei” ediția a XXI-a, Bacău - Chișinău / 2005 - Expoziție de artă contemporană românească, Chișinău, Republica Moldova / 2002 - Expoziția Internațională Concurs de arta plastică contemporană „Saloanele Moldovei” editia a XII-a Bacău - Chișinău / 2001 - Expoziția Internațională Concurs de arta plastică contemporană „Saloanele Moldovei” editia a XI-a, Bacău - Chișinău / 1999 - Expoziția Internațională Concurs de arta plastică contemporană „Saloanele Moldovei” editia a IX-a, Bacău - Chișinău / 1998 - Salonul Internațional de Artă Plastică, Vaslui / 1998 - Expoziția Internațională Concurs de arta plastică contemporană „Saloanele Moldovei” editia a VIII-a, Bacău - Chișinău / 1993 - Expoziția Internațională Concurs de arta plastică contemporană „Saloanele Moldovei” editia a III-a, Bacău - Chișinău / 1993 - Expozitie de grup Wiesbaden, Germania.
Expoziții personale: 2002 - Expoziție personală, Galeria ”Arta” Bacău 
Tabere de creatie, simpozioane: 1992 - Simpozionul Național de sculptură (în lemn) „George Apostu”, organizat de Centrul  Internațional de Cultură „George Apostu” Bacău / 1981 - Tabăra de sculptură, Gura Humorului, Suceava / 1981 - Tabăra de sculptură, Parcul Copou, Iași  / 1985 - Tabăra de creatie Berzunți, Bacău
Distincții, nominalizări: 2011 - Diploma de Excelență U.A.P. din România, Filiala Iași, Salonul Municipal  „Artis 2011”, Galeriile  „World Trade Center” Iași / 2010 - Diploma și Medalia Aniversară - “20 de ani de la înființarea Centrului Internațional de Cultură și Arte “George Apostu” Bacău.
==Prezent în albume și cataloage== 
2013 - Catalog  Salonul Artelor „Temeiuri - Muzica Elementelor Primordiale” ediția a IV-a, Sala Brâncuși Palatul Parlamentului București, 8-31 mai, tiparit la Aktis Tipografie - Ambalaje (ISBN 978-973-618-367-6) / 2013 - Catalog Expoziția Internațională Concurs de artă plastică contemporană „Saloanele Moldovei” Bacău-Chișinau ediția a XXIII-a, Tipografia Bons Offices Chisinau 2013 (ISBN 978-9975-80-740-1) / 2012 - Cartea “Dicționarul sculptorilor din România secolele XIX-XX”, Vol.II, Lit. H-Z, coord. Ioana Vlasiu, Editura Academiei Române, București 2012 (ISBN 978-973-27-2125-4) / 2012 - Catalog Expoziția Internațională Concurs de artă plastică contemporană „Saloanele Moldovei” Bacău - Chișinau ediția a XXII-a, Tipografia Europrint, Bacau 2012 (ISBN 978-606-93077-3) / 2012 - Catalog Bienala Internațională de pictură, sculptură, grafică „Meeting Point 2011” editia a III-a Arad, Editura Brumar, Timisoara 2012 (ISBN 978-973-602-677-5) / 2011 - Catalog “Salonul Artis” la expoziția anuală a U.A.P. din România, Filiala Iași, Editura Dana, Iași 2011, pag. 40 (ISBN 978-606-8132-46-4) / 2011 - Album „Arta românească - Sinteze contemporane”, Edit. Brumar Timișoara 2011 (ISBN 978-973-602-608-5) /   2009 - Catalog „Vârsta de Bronz” - Expoziția Bienala de Sculptură Mică 2009, Muzeul de Artă Cluj, autor Universitatea de Artă și Design Cluj - Napoca, sponsorizat de Grup Corint SA (ISBN 978-973-0-07410-9) / 2009 - Album „U.A.P. Bacău - 40 de ani / 1969 - 2009”, Rovimed Publishers (ISBN 978-973-1897-03-5) / 2009 - Album „Un Secol de Arte frumoase în Moldova”, volumul I–V, autor Valentin Ciucă, Editura Art XXI / 2008 - Catologul expoziției „Traditie și postmodernitate”, Galeriile de Artă Focșani și Complexul Muzeal „Iulian Antonescu” Bacău / 2007 - Catalog „Salonul Național de Sculptură Mica” ediția 2007, U.A.P. din România Filiala București, Galeriile „Apolo” și „Artis” București, Muzeul de Artă Vizuală Galați / 2006 - Catalog „Salonul Național de Artă”, Editura U.A.P. din Romania (ISBN 973- 86483-8-6) / 2005  - Cartea “Dialoguri în atelier” autor Carmen Mihalache, Editura Cronica Iași (ISBN 973-8216-98-2) / 2005 - Catalogul expozitiei „Nouă”, editat de Centrul Internațional de Cultură și Artă „George Apostu” Bacău / 2004 - Catalog „Arta romanească contemporana”, Centrul expozițional „Constantin Brancuși” a U.A.P. din Republica Moldova - Chișinau, Tipografia Europrint Bacău / 2003 - Catalog „Art 2003”, Filiala Bacău a U.A.P. din România, Tipografia Europrint Bacău / 2003 – Cartea „Lexiconul artiștilor plastici contemporani” ediția a II-a, Filiala U.A.P. Bacău, Tipografia Europrint Bacău / 2002 - Enciclopedia personalitațiilor din România „Who’s Who Romania” Editura Hubnes Who is Who, Schweiz / 2001 - Catalogul expoziției „Semne”, Tipografia Europrint Bacău / 2000 - Albumul „Enciclopedia artiștilor români contemporani”, autori Alexandru Cebuc, Vasile Florea, Negoiță Lăptoiu, Editura Arc 2000 (ISBN 973-97341-3-5). 